# Václav Bedřich
Václav Bedřich (Příbram, 28 augustus 1918 - Praag, 7 maart 2009) was een Tsjechisch regisseur van animatiefilms. Hij maakte in totaal 358 animatiefilms. Een aantal daarvan zijn ook internationaal klassiekers geworden. Hij kreeg diverse onderscheidingen. In 1970 werd Smrtící vune op het filmfestival van Cannes genomineerd voor de gouden palm voor beste korte film en in 1975 won hij op het filmfestival van Berlijn de Zilveren Beer voor SSS in de categorie korte films.

## Filmografie (selectie)
- 1986 - Velká sýrová loupež (De Grote Kaasroof in de Nederlandse versie)
- 1981 - Maxipes Fík II. - Divoké sny Maxipsa Fíka
- 1978 - Bob a Bobek
- 1977 - O zvířátkách pana Krbce
- 1976 - Sazinka
- 1975 - Dobré jitro
- 1975 - Maxipes Fík
- 1975 - Říkání o víle Amálce
- 1973 - Poklad v pyramidě
- 1972 - Očistná lázeň
- 1971 - O makové panence
- 1971 - Štaflík a Špagetka
- 1966 - Pohádky ovčí babičky
- 1955 - Čert a Káča
- 1953 - Hrnečku, vař!
- 1951 - Pohádka o stromech a větru
- 1948 - Navrácená země